# BRCK

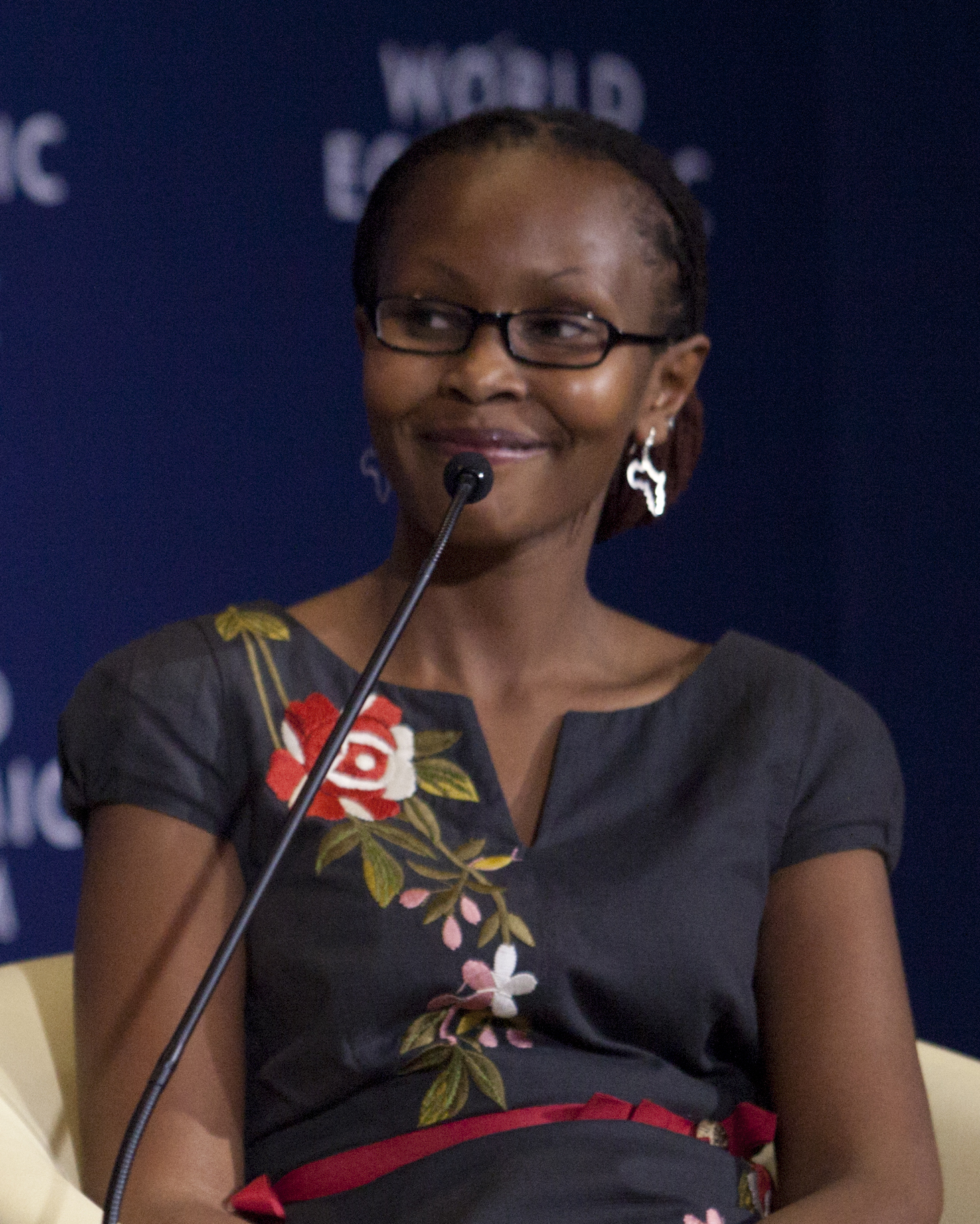
Juliana Rotich – World Economic Forum on Africa 2012

BRCK, auch BRCK Inc. genannt, war ein gemeinnütziges Software- und Hardware-Unternehmen im Bereich Telekommunikation aus Kenia. BRCK war ein typisches Unternehmen von Silicon Savannah, entstanden im Innovationszentrum iHub. 2022 musste BRCK seine Aktivitäten einstellen, finanzielle Probleme in Folge der Covid-19-Krise waren die Ursache dafür.

## Gründung
BRCK wurde von Mitarbeitern von Ushahidi Inc. im Jahr 2013 in Nairobi gegründet. Zu den Gründern zählen Erik Hersman, Jon Shuler, Philip Walton und Reg Orton. Eine Schlüsselrolle spielte Juliana Rotich, die bereits Mitbegründerin von Ushahidi war und BRCK bis 2017 leitete.
Das Unternehmen entstand aus dem Bedürfnis nach zuverlässiger Kommunikation im ländlichen Afrika, wo die Infrastruktur oft Tage von jeder Art von Zivilisation entfernt war. BRCK hat zum Ziel, dass ihre Technologie widerstandsfähig und zuverlässig ist, auch unter afrikanischen Verhältnissen, damit sie auch für Unternehmen brauchbar ist. Die Produkte von BRCK wurden nach eigenen Angaben für die härtesten Bedingungen der Welt entwickelt.

## Produkte

### Hardware
Das erste Produkt war der BRCK 3G WiFi Router aus dem Jahr 2013, ein Exemplar davon steht heute im New Yorker Museum of Modern Art. Dieser Router sieht aus wie ein Ziegelstein. Die Router von BRCK sind hitzebeständig, sehr robust, staubgeschützt und mit einem Akku gegen Stromausfälle gesichert. All dies ist notwendig für die Verhältnisse in afrikanischen und anderen ähnlichen Staaten.
Es wurden Leiterplatten und robuste Gehäuse entwickelt, die an die klimatischen und infrastrukturellen Verhältnisse in Ostafrika angepasst sind. Wichtige Hardware-Produkte sind:
- Kio Kit: Internetzugang für den Bildungsbereich
- SupaBRCK: Internetanschluss, Computer und Speicher für Unternehmen
- PicoBRCK: Robuste Lösung für Internet-of-things[4]

### Software
BRCK entwickelte die Firmware, die Betriebssysteme und den Cloud-Stack der Software, mit der alle seine Geräte aus der Ferne verwaltet werden können. Die Lösungen entsprechen den lokalen Infrastrukturanforderungen, bei denen Strom- und Internetverbindungen sowohl in städtischen als auch in ländlichen Gebieten im  wieder unterbrochen werden. Sie sind auf dem neuesten Stand der technologischen Anforderungen an die Konnektivität in den Frontier Markets.

### Moja-Plattform
2018 startete die Moja-Plattform, die öffentliches kostenloses WLAN zur Verfügung stellt. Diese Plattform hatte 2019 bereits mehr als 250.000 Nutzer in Kenia und Ruanda. An öffentlichen Plätzen, in Kiosken und auch in Bussen kann man nun kostenlos das Internet nutzen. Gerade für arme Länder ist dies enorm wichtig. Moja wird über Werbung finanziert.

### Komplexe integrative Lösungen
BRCK bietet auch Unified Communications as a Service (UCaaS) an, ein Cloud-Modell, das unter anderem direct routing zu Microsoft Teams bietet, weiters Webex Calling (Cisco) und Zoom. Außerdem bietet es für Notfälle den Dienst von E911, womit der Anrufer geortet werden kann. Damit sind Messaging im Unternehmen, Präsenztechnologie, Online-Meetings, Teamzusammenarbeit, Telefonie und Videokonferenzen möglich.

## Gemeinnützigkeit
Die Motivation für die Gründung von Ushahidi und BRCK war unter anderem, die politische und wirtschaftliche Situation für die Menschen in Kenia besser zu machen, insbesondere auch die Situation der Frauen. Marktfrauen bekamen von den Banken kein Konto. Erst M-Pesa ermöglichte ihnen den Zugang zum offiziellen Finanzsystem. Es wurde deutlich, dass Bildung, Telekommunikation und Internet Chancen bieten, gerade auch für Frauen. Ein Hauptanliegen von BRCK war, dass die Menschen in Ostafrika wirtschaftlich aufholen können. Dies war auch der Grund für das kostenlose WLAN mit der Moja-Plattform und für die Förderung der Bildung.

### Bildung
Entwicklungshilfe im Bildungsbereich beinhaltete oft Laptops aus den USA oder Deutschland. Diese waren aber meist nutzlos, weil es keinen dauerhaften Strom und keinen Internetzugang gab.
Die BRCK-Router sind robuste, energieautarke und mobile WLAN-Geräte, die sich mit einer Vielzahl verschiedener Verbindungen (Ethernet-, Satelliten- und 2G/3G/4G-SIM-Karten) verbinden können und offline und netzunabhängig funktionieren. Sie wurden in Afrika für Afrika entwickelt.
Das Kio Kit wurde entwickelt, um die Bildung zu erweitern. Der Lehrer ist für Kinder in ländlichen Schulen in Afrika oft die einzige Informationsquelle. Diese Lehrer sind oft überarbeitet, unterbezahlt und schlecht ausgebildet. Das Kio Kit besteht aus 40 Kio-Tablets und einem BRCK-Router. Die Bildungsinhalte stammen aus der ganzen Welt, werden aber auch lokal kuratiert. Das Kio Kit ist eine Kombination aus Hardware, Software und Konnektivitätstools, die sturz-, staub- und wasserfest sind. Das Kio Kit wurde in einem kenianischen Klassenzimmer entwickelt. Durch die Beobachtung von Lehrern in Klassenzimmern wurde das Kio Kit als einfache, leichte und erschwingliche Lösung konzipiert.

### Moja
Jeder sollte nach Ansicht des BRCK-Teams die Möglichkeit haben, die Vorteile der globalen digitalen Wirtschaft zu nutzen. Sie wollten gleiche Wettbewerbsbedingungen auch für diejenigen schaffen, die nicht dafür bezahlen können.
BRCK sah es als seine Aufgabe, Afrika und die Schwellenländer mit dem Internet zu verbinden und die Barrieren für die Konnektivität zu beseitigen, um die wirtschaftlichen Chancen zu erhöhen.